# Vin rușii, vin rușii!
Vin rușii, vin rușii! (titlu original: The Russians Are Coming) este un film american de comedie din 1966 regizat de Norman Jewison. În rolurile principale joacă actorii Carl Reiner, Eva Marie Saint, Alan Arkin în primul său rol principal, Brian Keith, Theodore Bikel, Jonathan Winters și Paul Ford.

## Prezentare
Un submarin al marinei sovietice eșuează accidental pe coasta americană în apropiere de Gloucester, Massachusetts. Mulți cred că este o invazie rusă...

## Distribuție
- Alan Arkin ca Lt. Yuri Rozanov
- Carl Reiner ca Walt Whittaker
- Eva Marie Saint ca  Elspeth Whittaker
- Brian Keith ca Șeful Poliției Link Mattocks
- Jonathan Winters ca Ofițer Norman Jonas
- Paul Ford ca Fendall Hawkins
- Theodore Bikel - Căpitan Rus
- Tessie O'Shea ca Alice Foss (operator telefonie)
- John Phillip Law ca Alexei Kolchin
- Ben Blue ca Luther Grilk (bețivu orașului)
- Don Keefer ca Irving Christiansen
- Andrea Dromm ca Alison Palmer
- Sheldon Collins ca Pete Whittaker
- Guy Raymond ca Lester Tilly
- Cliff Norton ca Charlie Hinkson
- Michael J. Pollard ca Stanley, mecanic de avioane
- Richard Schaal ca Oscar Maxwell
- Milos Milos ca Lysenko
- Cindy Putnam ca Annie Whittaker